# کروزیرو دو سول (ریو گراند دو سول)
کروزیرو دو سول (به پرتغالی: Cruzeiro do Sul) یک منطقهٔ مسکونی در برزیل است که در ریو گرانده جنوبی واقع شده‌است. کروزیرو دو سول ۱۲٬۴۰۲ نفر جمعیت دارد.